# 罗伊·范登贝尔赫

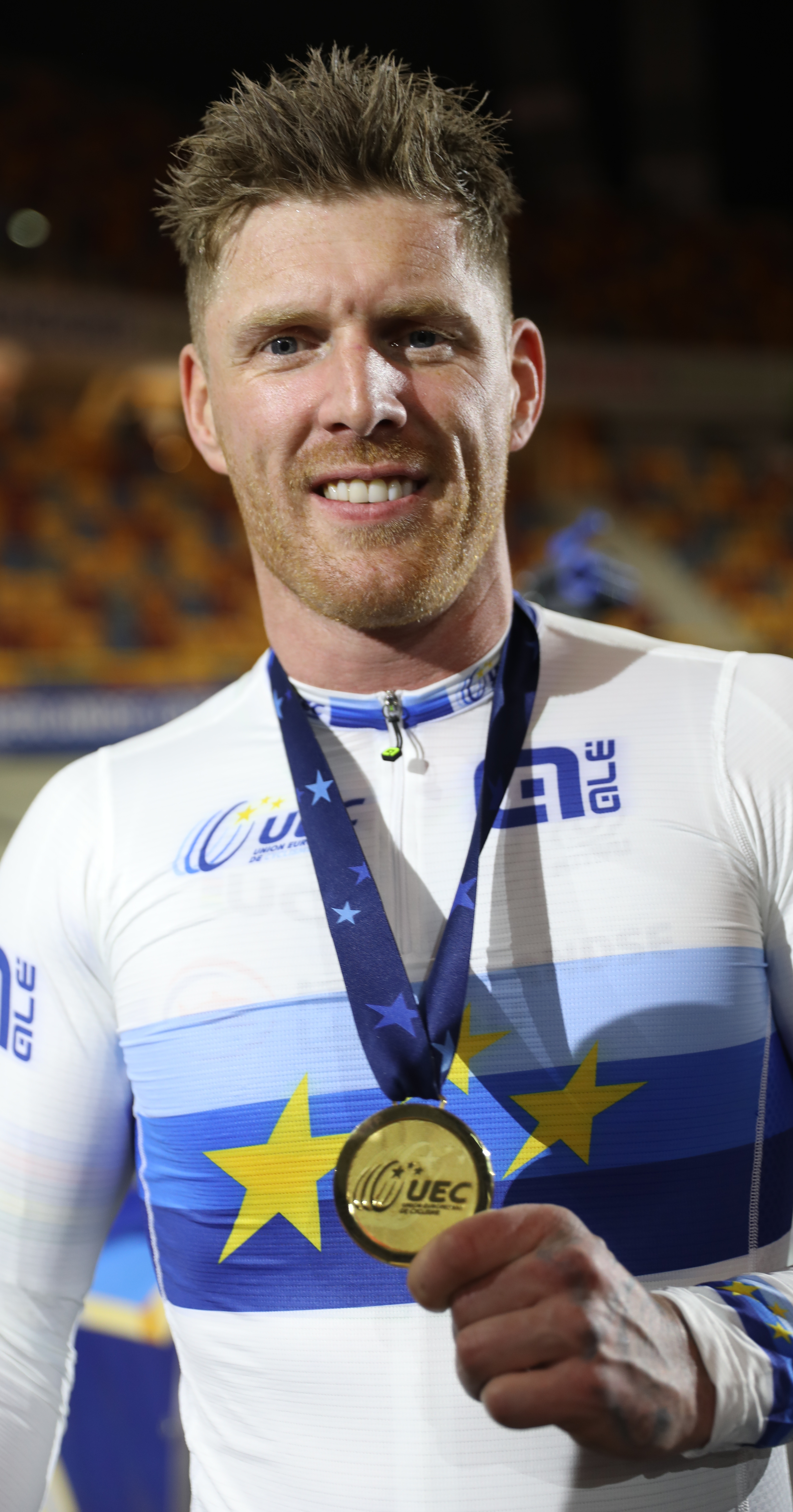
罗伊·范登贝尔赫

罗伊·范登贝尔赫（荷蘭語：Roy van den Berg，1988年9月8日—）是一名荷兰男子场地自行车运动员，2017年开始为BEAT自行车俱乐部效力。他曾在2019年和2020年两次获得世界场地自行车锦标赛男子团体竞速赛的冠军。